# Statholder (Slesvig og Holsten)
 Ikke at forveksle med Statholderskabet (Slesvig og Holsten).
Den kongelige statholder var kongens stedfortræder i hertugdømmerne Slesvig (≈ Sønderjylland) og Holsten. Statholderens opgaver var at varetage kongens interesser og føre tilsyn med hertugdømmernes embedsmænd og retter. De førte også tilsyn med vej-, dige- og møntvæsen.
Statholdere blev for første gang indsat i 1545, et år efter den 1544 stedfundne landsdeling mellem Christian 3. og hans brødre Adolf af Gottorp og Hans den Ældre. I de første årtier var statholderens område begrænset til hertugdømmernes kongelige dele. Først efter den Store Nordiske Krig forenedes Sønderjyllands gottorpske områder igen med de kongelige. De gottorpske områder i Holsten fulgte i 1773. Mens den danske konge i Slesvig var hertug (lensmand) og konge (lensherre) i samme person, var han og hans statholder i Holsten underlagt den tyske kejser. 
Under landsdelingerne blev overordnede beslutninger, som gjaldt hertugdømmerne som helhed, truffet en såkaldt fællesregering. I 1648 oprettede Frederik 3. et regeringskancelli i Glückstadt, og statholdere førte nu også tilsynet over hertugdømmernes kanslere (senere blev kancelliet delt i et sønderjysk kancelli i Slesvig by og et holstensk, som forblev i Glückstadt). Fra 1731 residerede de kongelige statholdere på Gottorp Slot i Slesvig by. Embedet bestod med mindre afbrydelser frem til 1848.
Kongelige statholdere i Slesvig og Holsten:
- Johan Rantzau
- Henrik Rantzau
- Gert Rantzau
- Christian Rantzau
- Detlef Rantzau
- Frederik Ahlefeldt (1623-1686)
- Frederik Ahlefeldt (1662-1708)
- Carl Ahlefeldt
- Karl August af Brandenburg-Kulmbach
- Frederik Ernst af Brandenburg-Kulmbach
- Friedrich Ludwig von Dehn
- Carl af Hessen
- Frederik af Hessen
- Frederik af Nør
- Christian von Rantzau?